# پن د لوپ
پن د لوپ (به لاتین: Pont-de-Loup) یک منطقهٔ مسکونی در بلژیک است که در ازوپرل واقع شده‌است.